# Мартове (Роздільнянський район)
Мартове (до 2016 року — Благоєве) — село в Україні, у Новоборисівській сільській громаді Роздільнянського району Одеської області. Населення становить 207 осіб.
До 17 липня 2020 року було підпорядковане Великомихайлівському району, який був ліквідований.

## Історія
Під час організованого радянською владою Голодомору 1932—1933 років померло щонайменше 29 жителів села.
Станом на 1 вересня 1946 року село було центром Благоївської сільської Ради Цебриківського району, до якої входили: с. Благоєве, с. Ворошилове, с. Комуна Незаможник, с. Першотравневе, х. Данилівка, х. Новосільський.
На 1 травня 1967 року входило до складу Петрівської сільської Ради.
Одеська обласна рада народних депутатів рішенням від 25 листопада 1991 року у Великомихайлівському районі утворила Першотравневу сільраду з центром в селі Першотравневе і сільській Раді підпорядкувала села Благоєве, Данилівка і Незаможник Петрівської сільради.

## Населення
Згідно з переписом 1989 року населення села становило 231 особа, з яких 110 чоловіків та 121 жінка.
За переписом населення 2001 року в селі мешкало 207 осіб.

### Мова
Розподіл населення за рідною мовою за даними перепису 2001 року:
| Мова       | Чисельність | Відсоток |
| ---------- | ----------- | -------- |
| українська | 166         | 80,19%   |
| російська  | 25          | 12,08%   |
| румунська  | 9           | 4,35%    |
| болгарська | 7           | 3,38%    |
| Усього     | 207         | 100%     |